# Abbeville-Saint-Lucien
Pour les articles homonymes, voir Abbeville (homonymie).
Abbeville-Saint-Lucien est une commune française située dans le département de l'Oise, en région Hauts-de-France.

## Géographie

### Description
Abbeville-Saint-Lucien est un village du Beauvaisis situé à 10 km environ au nord-est de Beauvais, à 43 km au sud d'Amiens et à 78 km à l'est de Rouen.
Le territoire communal est limité à l'est par le tracé de l'ancienne route nationale 1 (actuelle RD 1001) et est tangenté par l'autoroute A16

### Communes limitrophes
|                       | Maulers                | La Neuville-Saint-Pierre |
| Muidorge              | Abbeville-Saint-Lucien | Reuil-sur-Brêche         |
| Fontaine-Saint-Lucien |                        | Oroër                    |

### Climat
Pour des articles plus généraux, voir Climat des Hauts-de-France et Climat de l'Oise.
En 2010, le climat de la commune est de type climat océanique dégradé des plaines du Centre et du Nord, selon une étude du CNRS s'appuyant sur une série de données couvrant la période 1971-2000. En 2020, Météo-France publie une typologie des climats de la France métropolitaine dans laquelle la commune est exposée à un climat océanique et est dans la région climatique Nord-est du bassin Parisien, caractérisée par un ensoleillement médiocre, une pluviométrie moyenne régulièrement répartie au cours de l’année et un hiver froid (3 °C).
Pour la période 1971-2000, la température annuelle moyenne est de 10,2 °C, avec une amplitude thermique annuelle de 14,5 °C. Le cumul annuel moyen de précipitations est de 740 mm, avec 11,5 jours de précipitations en janvier et 8,5 jours en juillet. Pour la période 1991-2020, la température moyenne annuelle observée sur la station météorologique la plus proche, située sur la commune de Tillé à 7 km à vol d'oiseau, est de 11,0 °C et le cumul annuel moyen de précipitations est de 655,5 mm,. Pour l'avenir, les paramètres climatiques de la commune estimés pour 2050 selon différents scénarios d'émission de gaz à effet de serre sont consultables sur un site dédié publié par Météo-France en novembre 2022.

## Urbanisme

### Typologie
Au 1er janvier 2024, Abbeville-Saint-Lucien est catégorisée commune rurale à habitat dispersé, selon la nouvelle grille communale de densité à sept niveaux définie par l'Insee en 2022.
Elle est située hors unité urbaine. Par ailleurs la commune fait partie de l'aire d'attraction de Beauvais, dont elle est une commune de la couronne,. Cette aire, qui regroupe 162 communes, est catégorisée dans les aires de 50 000 à moins de 200 000 habitants,.

### Occupation des sols
L'occupation des sols de la commune, telle qu'elle ressort de la base de données européenne d’occupation biophysique des sols Corine Land Cover (CLC), est marquée par l'importance des territoires agricoles (81,6 % en 2018), en diminution par rapport à 1990 (84,1 %). La répartition détaillée en 2018 est la suivante : 
terres arables (78,5 %), zones urbanisées (9,8 %), forêts (8,6 %), zones agricoles hétérogènes (3 %). L'évolution de l’occupation des sols de la commune et de ses infrastructures peut être observée sur les différentes représentations cartographiques du territoire : la carte de Cassini (XVIIIe siècle), la carte d'état-major (1820-1866) et les cartes ou photos aériennes de l'IGN pour la période actuelle (1950 à aujourd'hui).

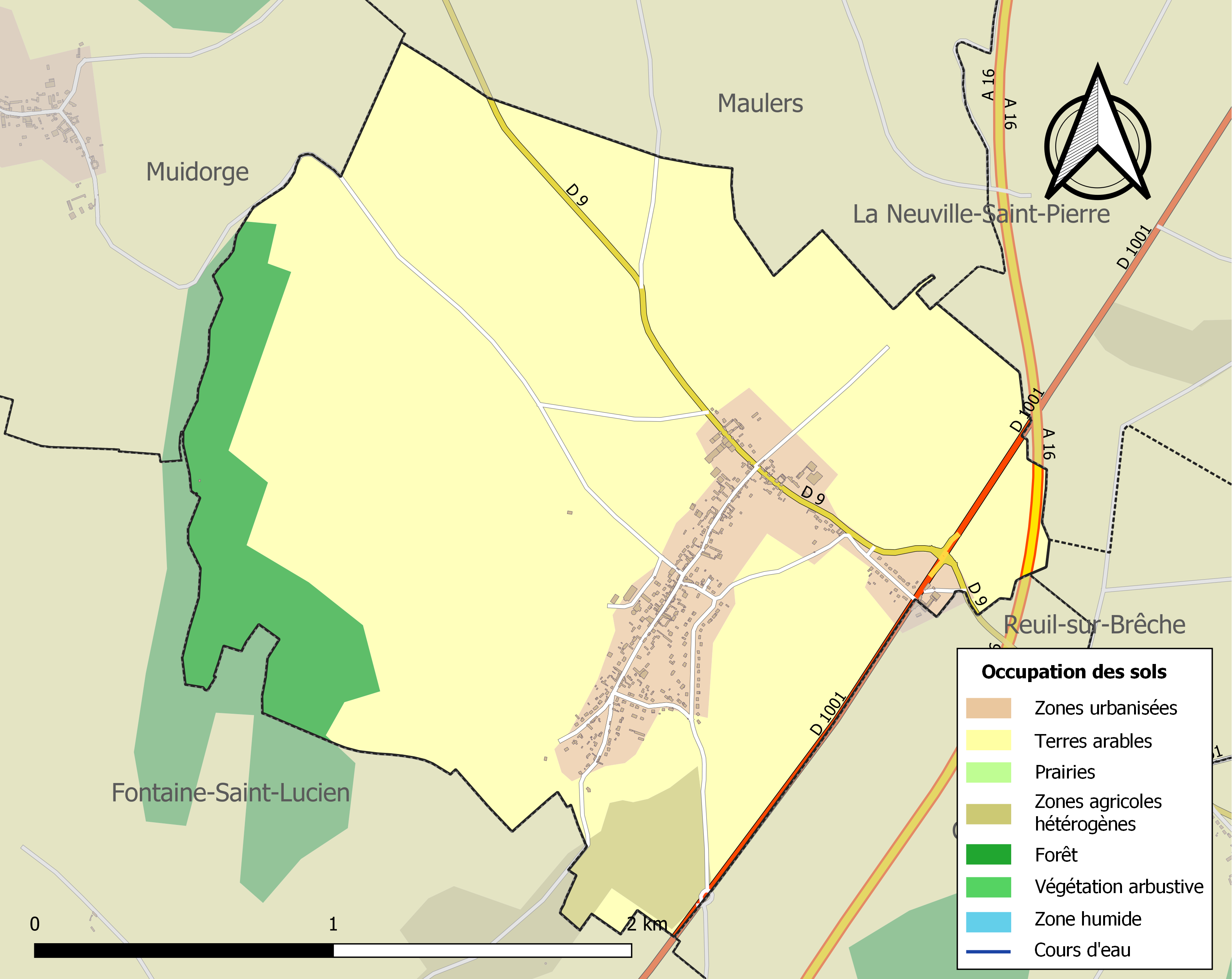
Carte des infrastructures et de l'occupation des sols de la commune en 2018 (CLC).

### Lieux-dits, hameaux et écarts
La commune compte un hameau créé au XIXe siècle autour d'une auberge située au carrefour de la RN 1 et de la route de Crèveccœur-le-Grand à Clermont.

### Habitat et logement
En 2018, le nombre total de logements dans la commune était de 213, alors qu'il était de 216 en 2013 et de 207 en 2008.
Parmi ces logements, 92,6 % étaient des résidences principales, 1 % des résidences secondaires et 6,4 % des logements vacants. Ces logements étaient pour 98,5 % d'entre eux des maisons individuelles et pour 1 % des appartements.
Le tableau ci-dessous présente la typologie des logements à Abbeville-Saint-Lucien en 2018 en comparaison avec celle de l'Oise et de la France entière. Une caractéristique marquante du parc de logements est ainsi une proportion de résidences secondaires et logements occasionnels (1 %) inférieure à celle du département (2,5 %) mais supérieure à celle de la France entière (9,7 %). Concernant le statut d'occupation de ces logements, 94 % des habitants de la commune sont propriétaires de leur logement (92,4 % en 2013), contre 61,4 % pour l'Oise et 57,5 pour la France entière.
| Typologie                                               | Abbeville-Saint-Lucien | Oise | France entière |
| ------------------------------------------------------- | ---------------------- | ---- | -------------- |
| Résidences principales (en %)                           | 92,6                   | 90,4 | 82,1           |
| Résidences secondaires et logements occasionnels (en %) | 1                      | 2,5  | 9,7            |
| Logements vacants (en %)                                | 6,4                    | 7,1  | 8,2            |

### Voies de communication et transports
La commune est desservie, en 2023, par les lignes 6103, 6109, 6114 et 6140 du réseau interurbain de l'Oise.

## Toponymie
Le lieu est attesté sous la forme latinisée Abbatis villa en 1074 et la commune a été constituée sous la Révolution avec son nom actuel d'Abbeville-Saint-Lucien.
Le village d'Abbeville-Saint-Lucien fut ainsi nommé parce qu'il appartenait à l'abbé Evrost, de l'abbaye Saint-Lucien de Beauvais,.

## Histoire
En 1832, Louis Graves indique « La population partage son teins entre les travaux de, l'agriculture et la fabrication des chaines de laine. Elle fournit en outre un assez grand nombre d'ouvriers charpentiers, menuisiers et maçons aux ateliers de la ville de Beauvais.
Il y a un moulin à vent sur le territoire d'Abbeville-Saint-Lucien ».

## Politique et administration

### Rattachements administratifs et électoraux
La commune se trouve dans l'arrondissement de Clermont du département de l'Oise. Pour l'élection des députés, elle fait partie de la première circonscription de l'Oise.
Elle faisait partie depuis 1801 du canton de Froissy. Dans le cadre du redécoupage cantonal de 2014 en France, la commune fait désormais partie du canton de Saint-Just-en-Chaussée.

### Intercommunalité
La commune faisait partie de la communauté de communes des Vallées de la Brèche et de la Noye créée fin 1992.
Dans le cadre des dispositions de la loi portant nouvelle organisation territoriale de la République (Loi NOTRe) du 7 août 2015, qui prévoit que les établissements publics de coopération intercommunale (EPCI) à fiscalité propre doivent avoir un minimum de 15 000 habitants, le préfet de l'Oise a publié en octobre 2015 un projet de nouveau schéma départemental de coopération intercommunale, qui prévoit la fusion de plusieurs intercommunalités, et notamment celle de Crèvecœur-le-Grand (CCC) et celle des Vallées de la Brèche et de la Noye (CCVBN), soit une intercommunalité de 61 communes pour une population totale de 27 196 habitants.
Après avis favorable de la majorité des conseils communautaires et municipaux concernés, cette intercommunalité, dénommée communauté de communes de l'Oise picarde et dont la commune est désormais membre, est créée au 1er janvier 2017.

### Tendances politiques et résultats
Lors des élections européennes de 2019, Abbeville-Saint-Lucien possède un taux de participation supérieur à la moyenne 57,68% contre 50,12% au niveau national. La liste du Rassemblement national arrive en tête avec 38,91% des voix contre  23,31% au niveau national . La liste de la République en Marche obtient 16,32% des suffrages contre 22,41% au niveau national. La liste des Républicains y réalise un score de 10,02% des voix, contre 8,48% au niveau national.La liste Europe-Écologie-Les Verts obtient un score de 7,53% des voix, contre 13,48% au niveau national. La liste de la France Insoumise obtient 5,02% des suffrages contre 6,31% au niveau national. Les listes des autres partis obtiennent un score inférieur à 5%.

## Équipements et services publics

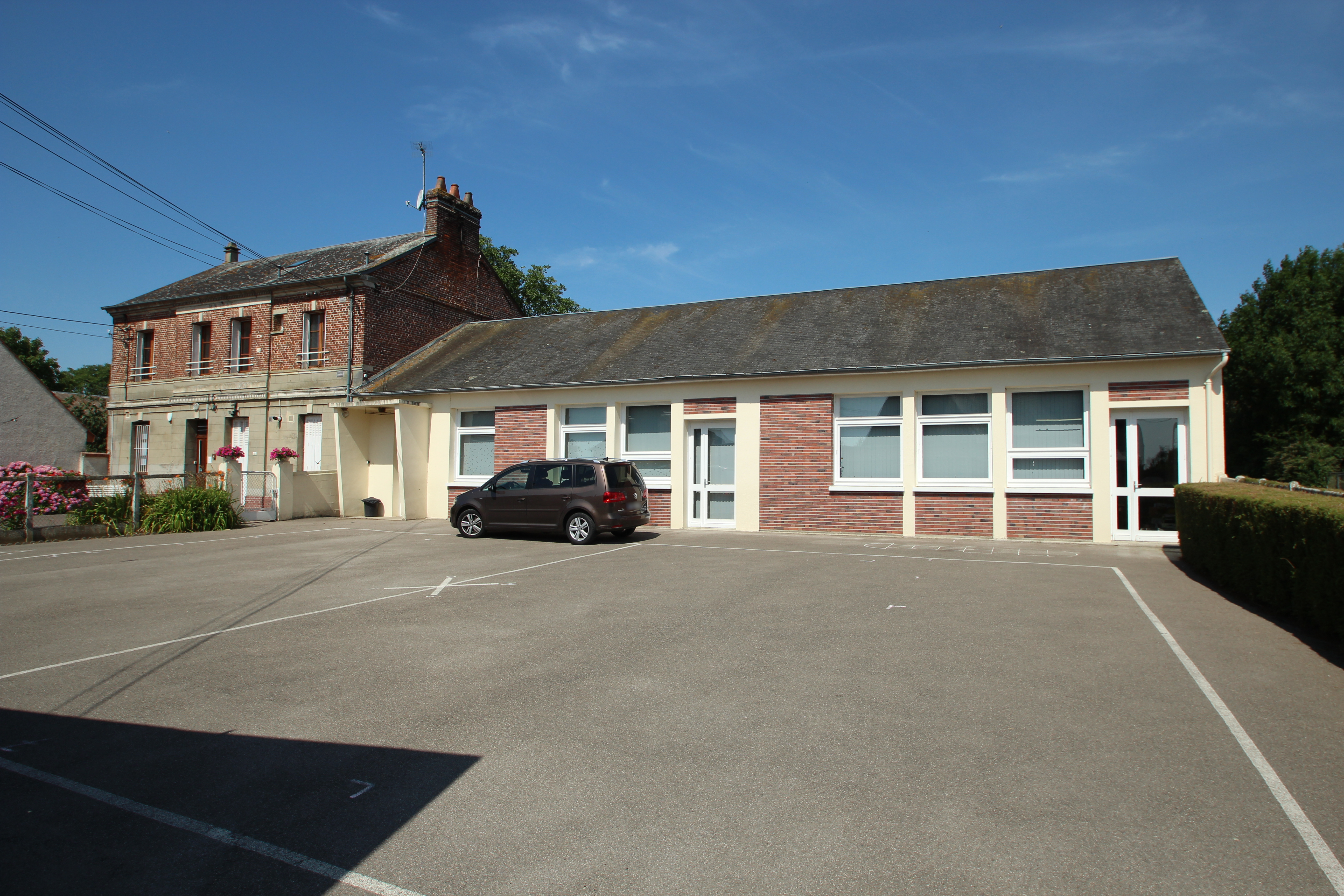
L'école.

### Liste des maires
| Période                                  | Période                   | Identité        | Étiquette | Qualité |
| ---------------------------------------- | ------------------------- | --------------- | --------- | --- |
| Les données manquantes sont à compléter. |                           |                 |           | |
| 2001                                     | 2008                      | Gérard Davesne  | SE        | |
| 2008                                     | septembre 2018            | Marc Desjardins | SE        | Directeur du Fonds pour l'Insertion des Personnes Handicapées dans la Fonction Publique Vice-président de la CC de l’Oise Picarde (2017 → 2018) Président du syndicat des eaux de la Brêche Démissionnaire |
| septembre 2018                           | En cours (au 20 mai 2021) | Vincent Noël    |           | Réélu pour le mandat 2020-2026 |

## Population et société

### Démographie

#### Évolution démographique
L'évolution du nombre d'habitants est connue à travers les recensements de la population effectués dans la commune depuis 1793. Pour les communes de moins de 10 000 habitants, une enquête de recensement portant sur toute la population est réalisée tous les cinq ans, les populations de référence des années intermédiaires étant quant à elles estimées par interpolation ou extrapolation. Pour la commune, le premier recensement exhaustif entrant dans le cadre du nouveau dispositif a été réalisé en 2004.

En 2022, la commune comptait 510 habitants, en évolution de +5,59 % par rapport à 2016 (Oise : +0,87 %, France hors Mayotte : +2,11 %).
| 1793 | 1800 | 1806 | 1821 | 1831 | 1836 | 1841 | 1846 | 1851 |
| ---- | ---- | ---- | ---- | ---- | ---- | ---- | ---- | ---- |
| 328  | 317  | 329  | 318  | 326  | 443  | 350  | 337  | 322  |

| 1856 | 1861 | 1866 | 1872 | 1876 | 1881 | 1886 | 1891 | 1896 |
| ---- | ---- | ---- | ---- | ---- | ---- | ---- | ---- | ---- |
| 301  | 266  | 264  | 303  | 280  | 272  | 292  | 259  | 250  |

| 1901 | 1906 | 1911 | 1921 | 1926 | 1931 | 1936 | 1946 | 1954 |
| ---- | ---- | ---- | ---- | ---- | ---- | ---- | ---- | ---- |
| 257  | 263  | 254  | 224  | 193  | 228  | 225  | 220  | 229  |

| 1962 | 1968 | 1975 | 1982 | 1990 | 1999 | 2004 | 2006 | 2009 |
| ---- | ---- | ---- | ---- | ---- | ---- | ---- | ---- | ---- |
| 221  | 232  | 221  | 296  | 329  | 506  | 556  | 562  | 532  |

| 2014 | 2019 | 2022 | - | - | - | - | - | - |
| ---- | ---- | ---- | - | - | - | - | - | - |
| 499  | 503  | 510  | - | - | - | - | - | - |

#### Pyramide des âges
La population de la commune est relativement jeune.
En 2018, le taux de personnes d'un âge inférieur à 30 ans s'élève à 32,2 %, soit en dessous de la moyenne départementale (37,3 %). À l'inverse, le taux de personnes d'âge supérieur à 60 ans est de 23,5 % la même année, alors qu'il est de 22,8 % au niveau départemental.
En 2018, la commune comptait 253 hommes pour 243 femmes, soit un taux de 51,01 % d'hommes, largement supérieur au taux départemental (48,89 %).
Les pyramides des âges de la commune et du département s'établissent comme suit.
| Hommes | Classe d’âge | Femmes |
| ------ | ------------ | ------ |
| 0,4    | 90 ou +      | 0,0    |
| 3,1    | 75-89 ans    | 6,5    |
| 18,3   | 60-74 ans    | 18,7   |
| 29,6   | 45-59 ans    | 24,8   |
| 16,0   | 30-44 ans    | 18,3   |
| 14,8   | 15-29 ans    | 16,3   |
| 17,9   | 0-14 ans     | 15,4   |

| Hommes | Classe d’âge | Femmes |
| ------ | ------------ | ------ |
| 0,5    | 90 ou +      | 1,4    |
| 5,5    | 75-89 ans    | 7,6    |
| 15,6   | 60-74 ans    | 16,3   |
| 20,8   | 45-59 ans    | 20     |
| 19,4   | 30-44 ans    | 19,4   |
| 17,6   | 15-29 ans    | 16,2   |
| 20,6   | 0-14 ans     | 19,1   |

### Manifestations culturelles et festivités
- Brocante tous les lundis de Pâques, organisée par l'Association des chasseurs.
- Le Théâtre en l’air, basé à Abbeville-Saint-Lucien, y a proposé des stages durant l'été 2016[31]

## Culture locale et patrimoine

### Lieux et monuments
- église Saint-Laurent : elle fut remaniée à diverses époques. La voûte date de 1672, la nef de 1779, le portail de 1791, tandis que les croisées d'ogives datent du XVIe siècle. Une verrière du XVIe siècle classée monument historique se trouve dans l'édifice[32],[33].
- Calvaire, dans la rue Principale.
- Monument aux morts.

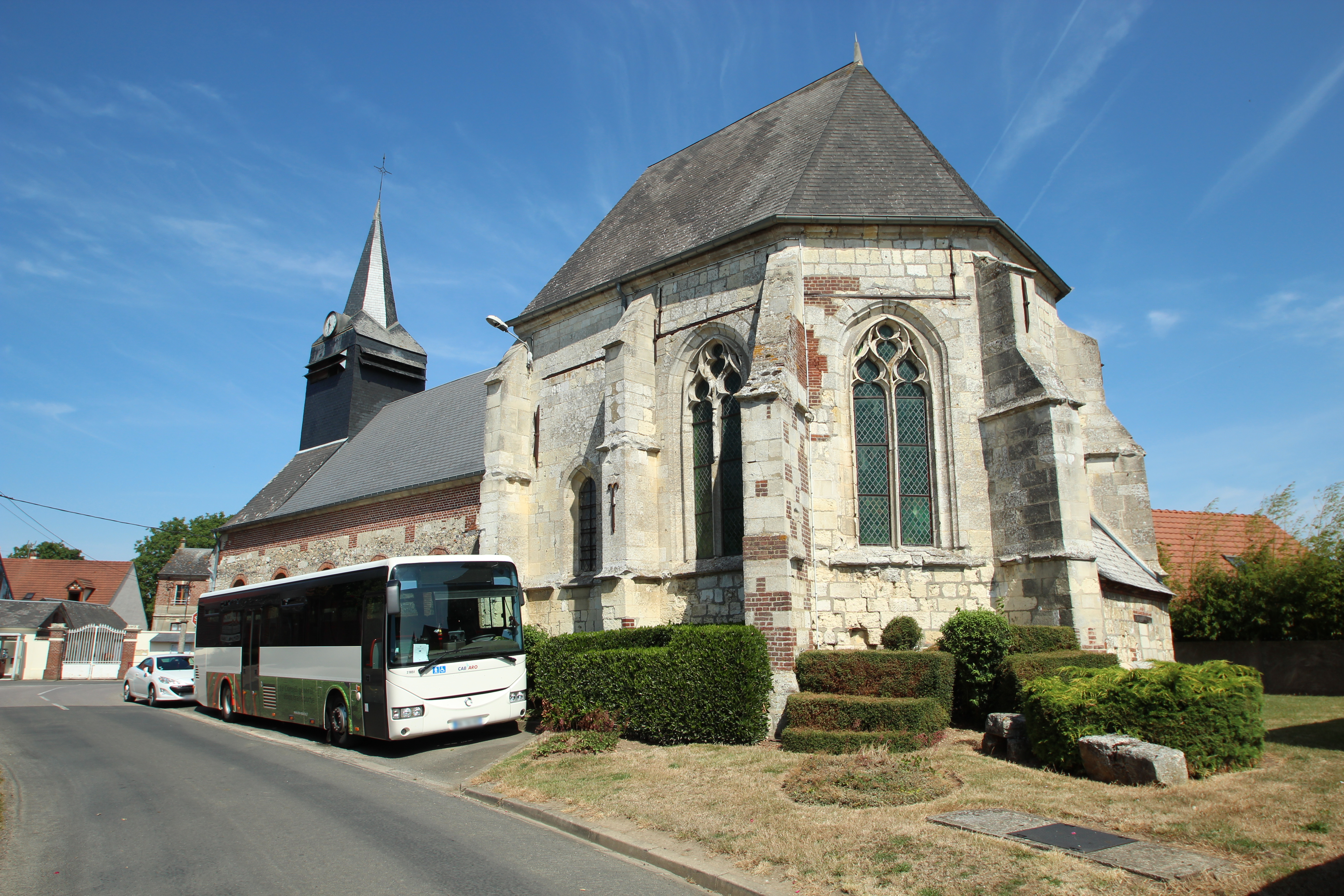
L'église Saint-Laurent.
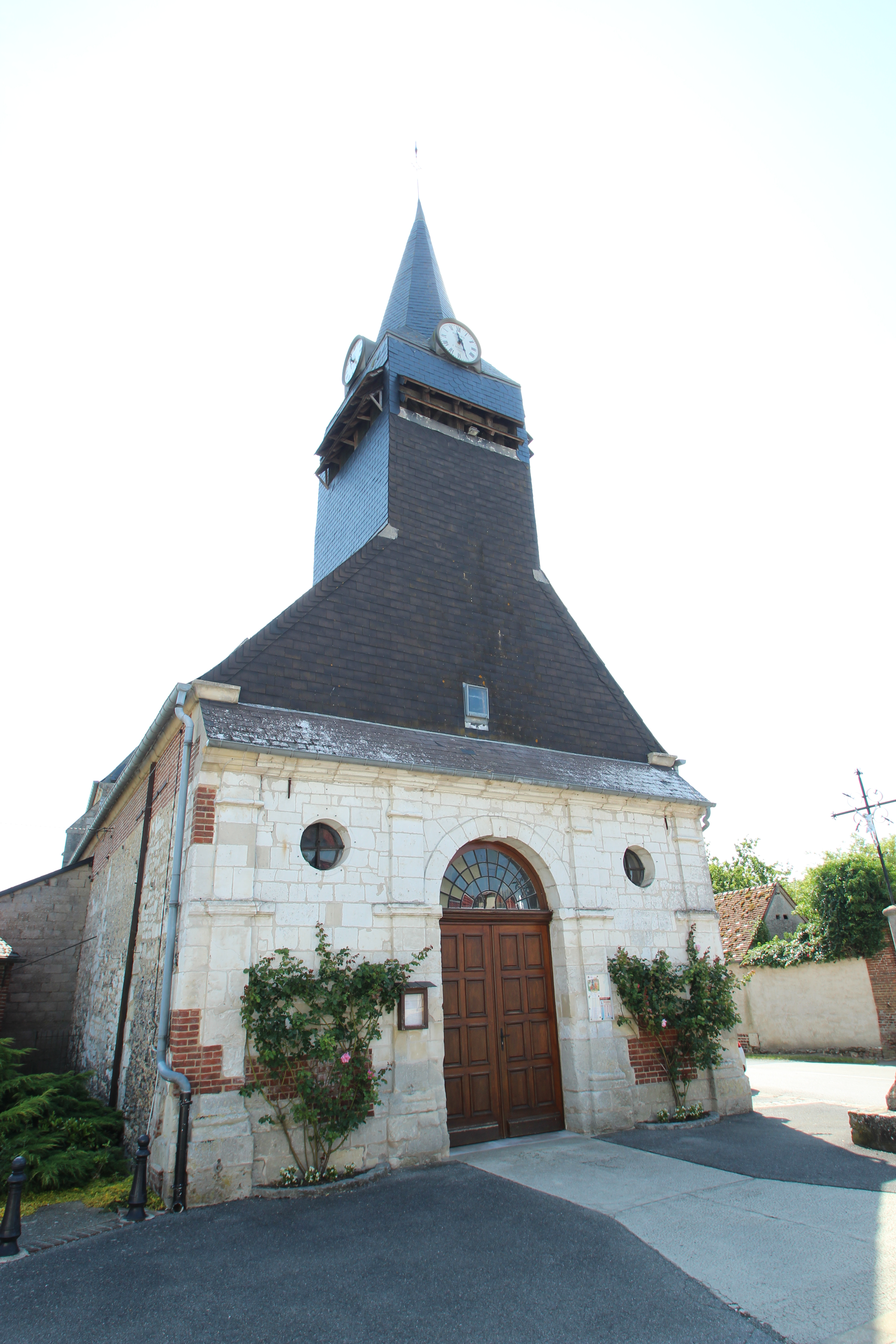
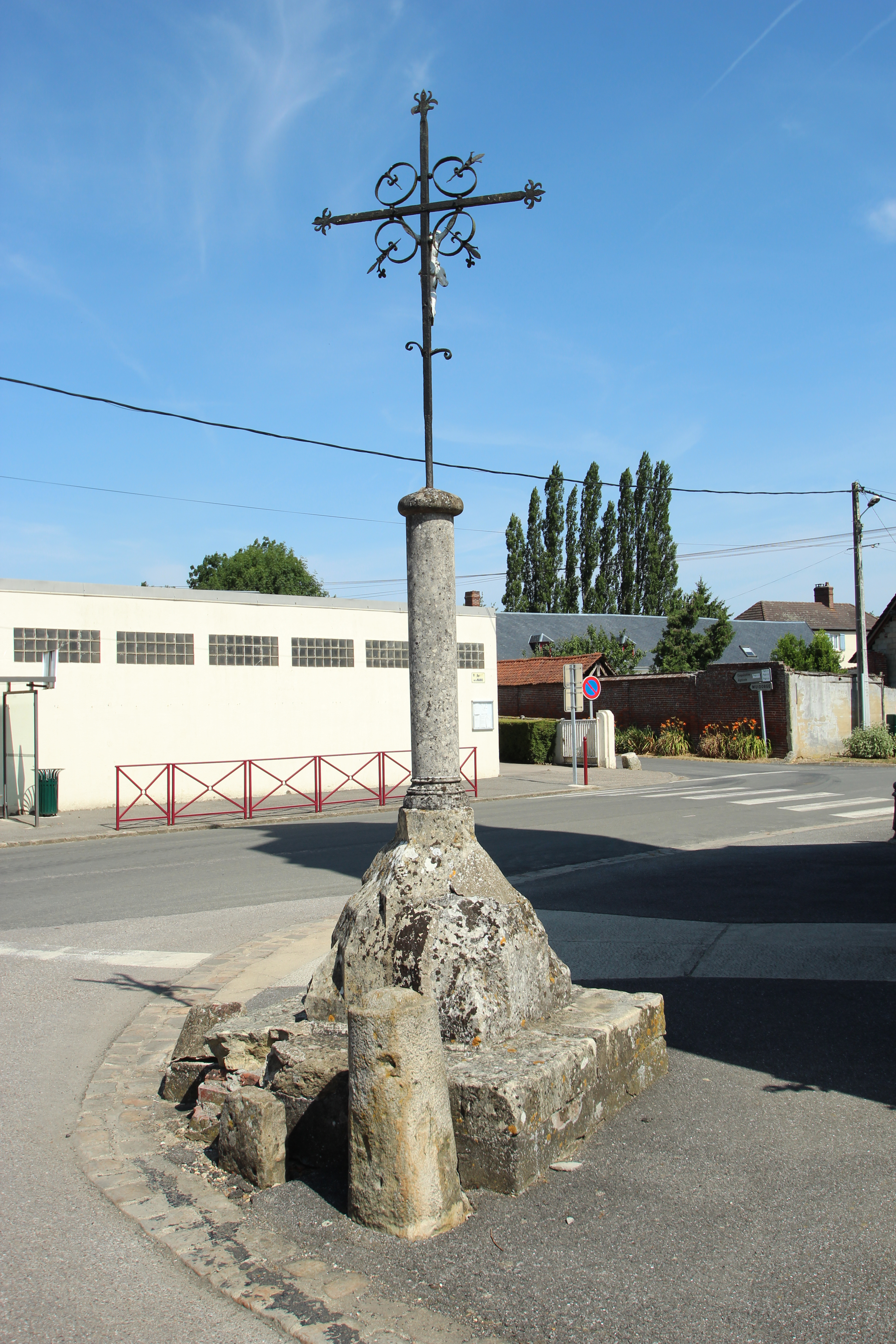
Calvaire.
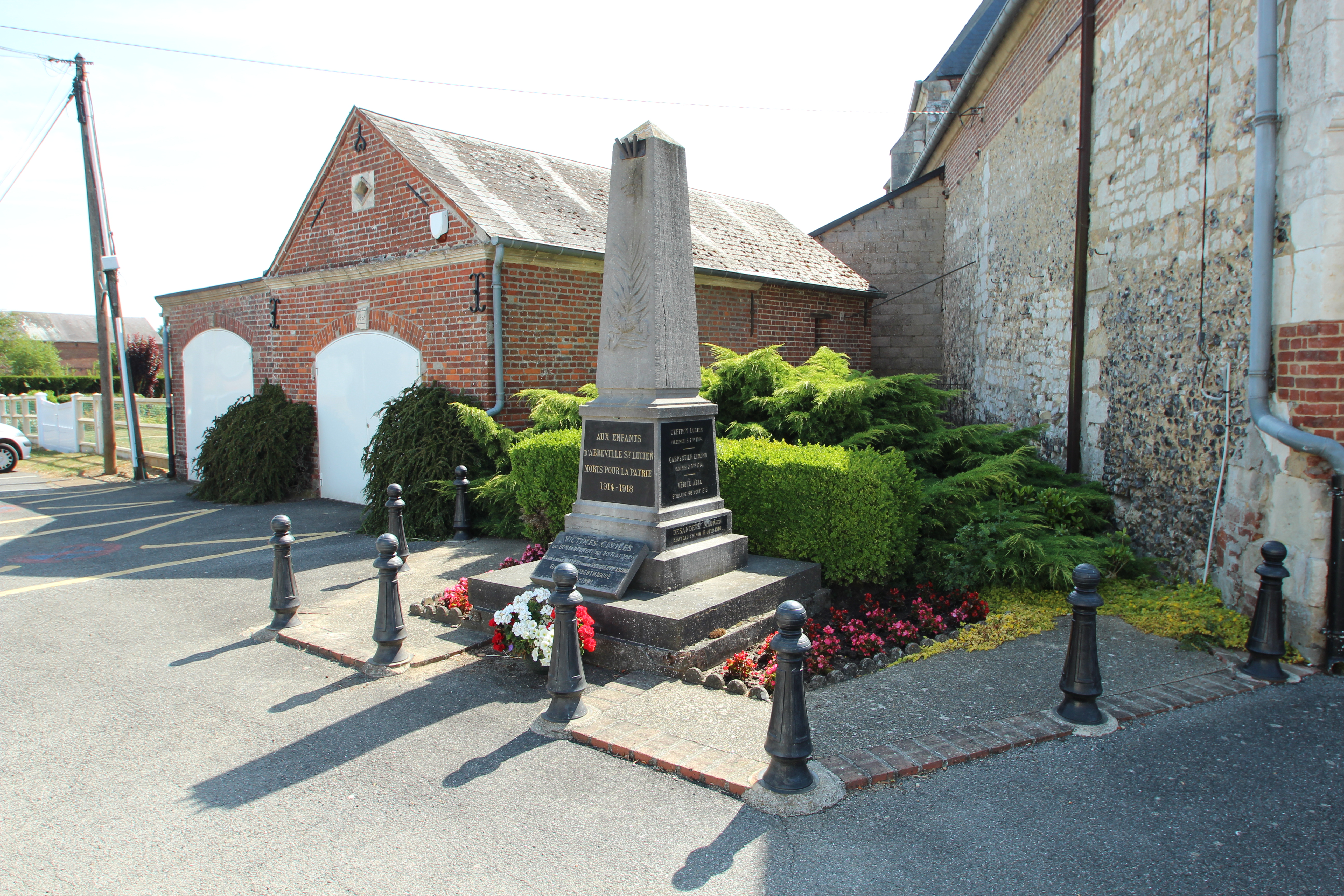
Monument aux morts.
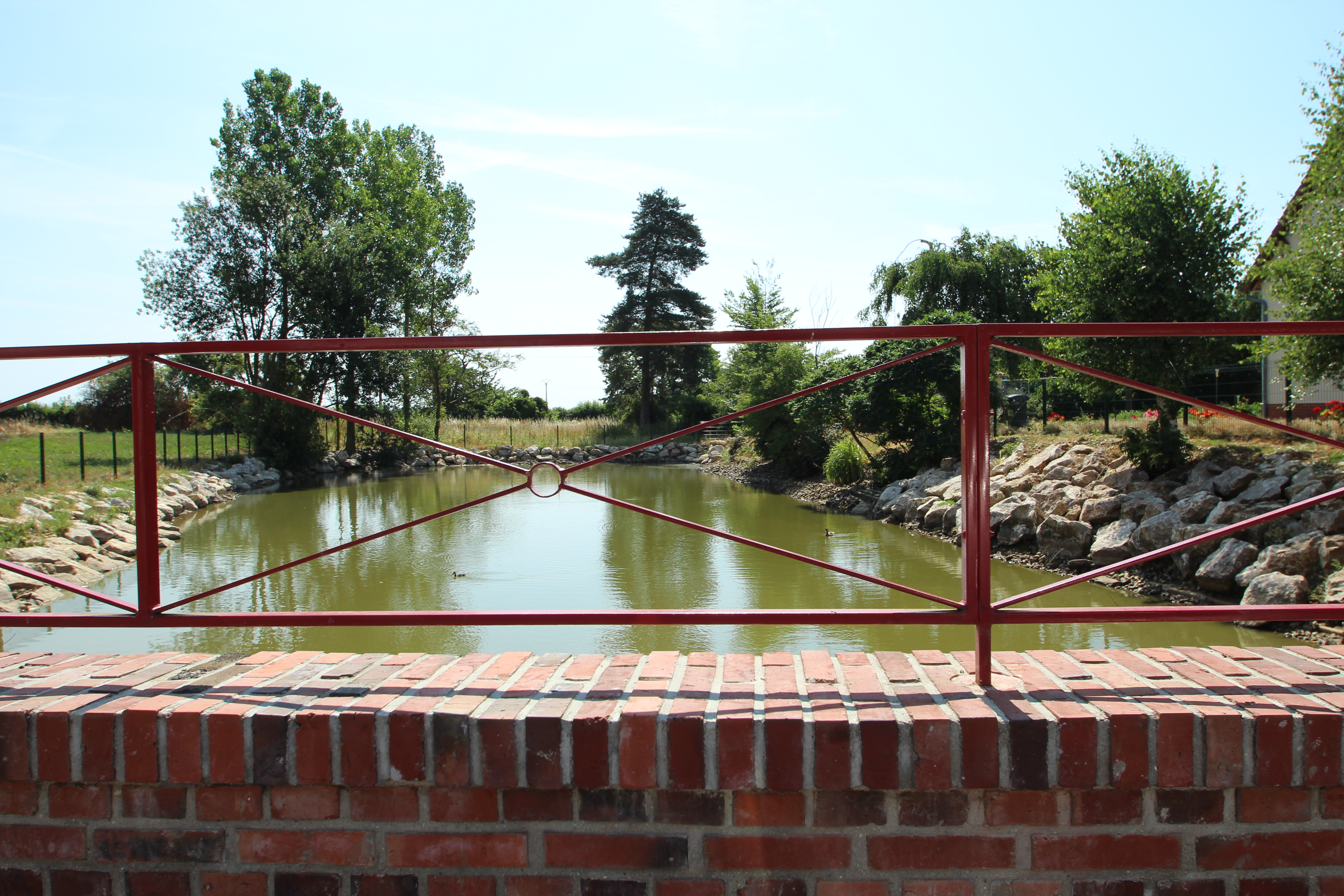
La mare
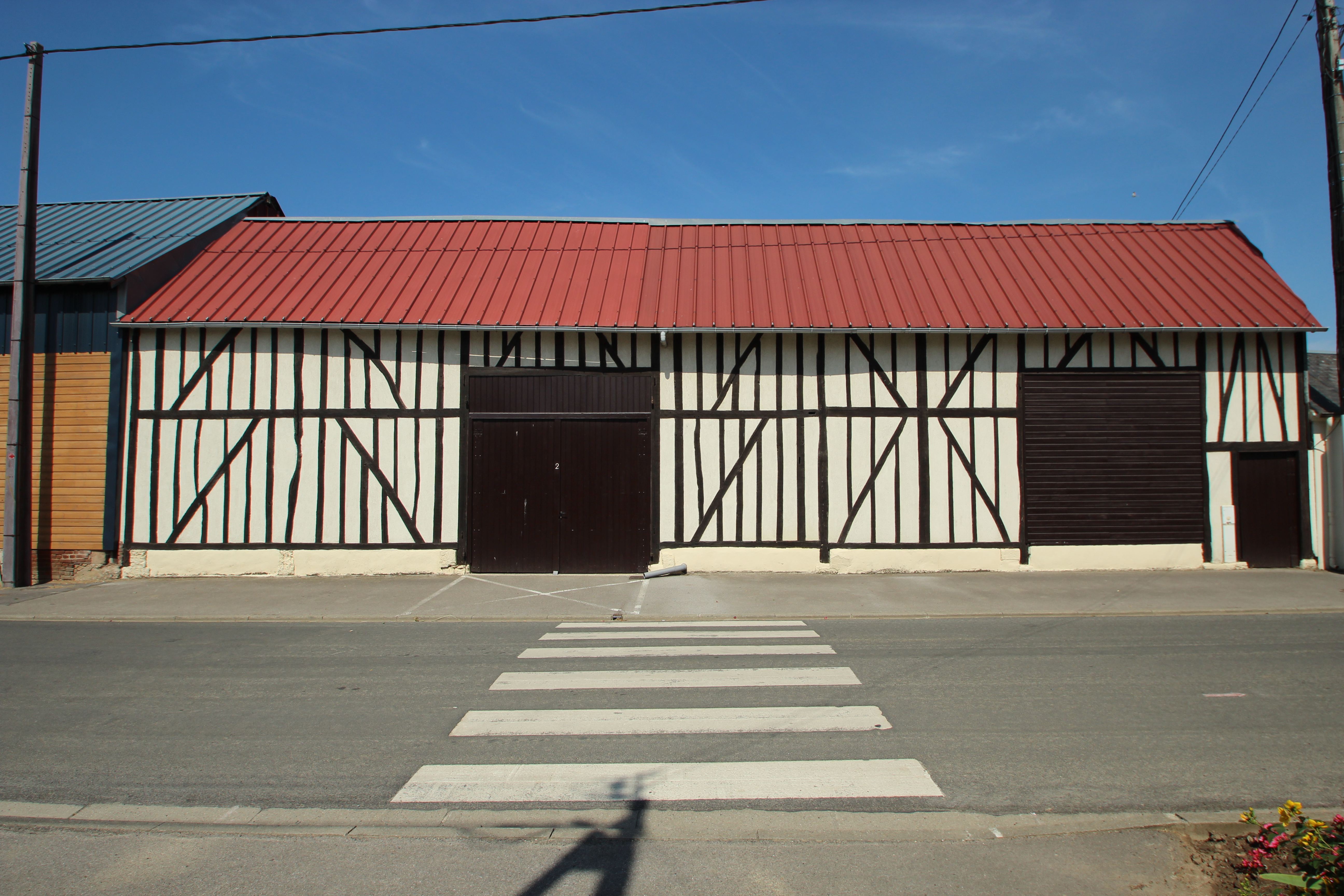
Grange.